# The Black Lion
The Black Lion es un equipo profesional de rugby ubicado en la ciudad de Tiflis, Georgia.
Desde 2021 participa en la Rugby Europe Super Cup y desde la temporada 2023/24 como invitado en la European Rugby Challenge Cup.

## Historia
Fue fundado en 2021 con la finalidad de participar en la nueva competencia de rugby profesional de Europa, la Super Cup.
En 2022 el club comenzó a participar en la segunda división de Sudáfrica en paralelo a la competición europea.
El 7 de mayo de 2022, el club se coronó como el primer campeón de la Super Cup europea venciendo por un marcador de 17 a 14 a la franquicia portuguesa Lusitanos XV en Lisboa.
El 17 de diciembre de 2022 obtuvo su segundo título de la Supercopa luego de vencer 29 a 17 a los Heat de Tel Aviv israelitas.

## Palmarés
- Rugby Europe Super Cup (4): 2021-22, 2022, 2023, 2024